# Romanización Yale del cantonés
La romanización Yale del cantonés (en inglés: Yale Romanization of Cantonese) fue desarrollada por Parker Po-fei Huang y Gerald P. Kok y publicada en 1970. A diferencia de la romanización de Yale del mandarín, es ampliamente utilizado en libros y diccionarios, especialmente para los estudiantes extranjeros. La Universidad de Yale, la Universidad de Tokio y la Universidad de Columbia Británica utilizan esta romanización para sus clases cantonesas.

## Iniciales
| b [p] 巴   | p [pʰ] 怕   | m [m] 媽  | f [f] 花 |          |
| d [t] 打   | t [tʰ] 他   | n [n] 那  |          | l [l] 啦 |
| g [k] 家   | k [kʰ] 卡   | ng [ŋ] 牙 | h [h] 蝦 |          |
| gw [kʷ] 瓜 | kw [kʰʷ] 誇 |           |          | w [w] 蛙 |
| j [ts] 渣  | ch [tsʰ] 叉 |           | s [s] 沙 | y [j] 也 |

## Finales
| Medio | aa | a 沙    | aai [ai] 晒 | aau [au] 筲 | aam [am] 三 | aan [an] 山 | aang [aŋ] 省 | aap [ap] 圾 | aat [at] 殺 | aak [ak] 客 |
| Medio | a  |         | ai [ɐi] 西  | au [ɐu] 收  | am [ɐm] 心  | an [ɐn] 新  | ang [ɐŋ] 生  | ap [ɐp] 十  | at [ɐt] 失  | ak [ɐk] 塞  |
| Medio | e  | e ɛ 些  | ei [ei] 四  |             |             |             | eng [ɛŋ] 聲  |             |             | ek [ɛk] 石  |
| Medio | i  | i 司    |             | iu [iu] 消  | im [im] 閃  | in [in] 先  | ing [ɪŋ] 升  | ip [ip] 攝  | it [it] 舌  | ik [ɪk] 色  |
| Medio | o  | o ɔ 蔬  | oi [ɔi] 鰓  | ou [ou] 酥  |             | on [ɔn] 看  | ong [ɔŋ] 康  |             | ot [ɔt] 割  | ok [ɔk] 各  |
| Medio | u  | u 夫    | ui [ui] 灰  |             |             | un [un] 寛  | ung [ʊŋ] 風  |             | ut [ut] 闊  | uk [ʊk] 福  |
| Medio | eu | eu œ 靴 | eui [ɵy] 去 |             |             | eun [ɵn] 信 | eung [œŋ] 上 |             | eut [ɵt] 出 | euk [œk] 桌 |
| Medio | yu | yu y 書 |             |             |             | yun [yn] 孫 |              |             | yut [yt] 雪 |             |
| Medio | ø  |         |             |             | m m̩ 唔      |             | ng ŋ̩ 吳      |             |             |             |

Las finales m y ng pueden ser usadas como nasales silábicas independientes.

## Tonos
| Número | Nombre de tono en español | Contorno | Ejemplos   | Ejemplos    |
| Número | Nombre de tono en español | Contorno | tono marca | tono número |
| ------ | ------------------------- | -------- | ---------- | ----------- |
| 1      | nivel alto                | 55       | sān        | san1        |
| 2      | medio ascendente          | 35       | sán        | san2        |
| 3      | nivel medio               | 33       | san        | san3        |
| 4      | bajo descendente          | 21       | sàhn       | san4        |
| 5      | bajo ascendente           | 23       | sáhn       | san5        |
| 6      | nivel bajo                | 22       | sahn       | san6        |

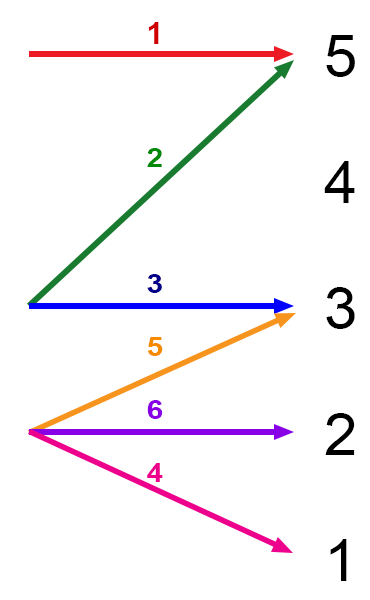
Representación gráfica de los tonos en cantonés.

Los tonos se representan con marcas de tono o números de tono.

## Ejemplos
| Tradicional | Simplificado | tono marca | tono número   |
| ----------- | ------------ | ---------- | ------------- |
| 廣州話      | 广州话       | Gwóngjāuwá | Gwong2jau1wa2 |
| 粵語        | 粤语         | Yuhtyúh    | Yut6yu5       |
| 你好        | 你好         | Néih hóu   | Nei5 hou2     |

Pronunciación de un antiguo poema chino:
| 春曉 孟浩然                                         | Chēun Híu Maahng Houh Yìhn                                                                   |
| 春眠不覺曉， 處處聞啼鳥。 夜來風雨聲， 花落知多少？ | Chēun mìhn bāt gok híu, chyu chyu màhn tàih níuh. yeh lòih fūng yúh sīng, fā lohk jī dō síu? |